# Remy LaCroix
Remy LaCroix (de son vrai nom Ashley Brianna Cronan) est une ex actrice de films pornographiques américaine, née le 26 juin 1988.

## Biographie
Remy LaCroix débute dans la pornographie en décembre 2011, en tournant une scène de gang bang pour Kink.com. Elle gagne très rapidement en notoriété mais annonce son retrait de la pornographie dès le mois de juin 2012. Elle prend un poste au département « talents » de Kink.com, mais continue d'assurer la promotion de ses films, en particulier via twitter. En novembre 2012, elle se ravise et annonce son retour sur les plateaux de tournage.
Fin 2014, Remy Lacroix signe un contrat d'exclusivité de six mois avec le studio ArchAngel, mais leur collaboration s'interrompt moins de quatre mois plus tard, le studio évoquant des divergences artistiques.
En 2016, elle quitte définitivement la scène pornographique afin de se consacrer à ses études médicales.
Elle annoncera plus tard être enceinte ; le père de son enfant et petit ami de longue date est Zack The Ripper, un DJ de Las Vegas.

## Filmographie sélective
- 2014 : Remy Loves Girls
- 2013 : Lesbian Adventures: Older Women, Younger Girls 3
- 2013 : Remy LaCroix's Anal Cabo Weekend
- 2012 : Big Wet Asses 22
- 2012 : Big Wet Asses 21
- 2011 : Fucking Machines 17660

## Récompenses
- AVN Awards :
  - 2015[8] : Meilleure scène de sexe entre deux femmes (Best Girl/Girl Sex Scene) pour Gabi Gets Girls (avec Gabriella Paltrova)
  - 2014[9] :
    - Meilleure actrice (Best Actress) pour The Temptation of Eve
    - Meilleure scène de sexe entre deux femmes (Best Girl/Girl Sex Scene) pour Girl Fever (avec Riley Reid)

  - 2013[10] :
    - Meilleure nouvelle starlette (Best New Starlet)
    - Meilleure allumeuse (Best Tease Performance) pour Remy (conjointement avec Lexi Belle)
- XRCO Awards :
  - 2014[11] : Meilleure actrice (Best Actress) pour The Temptation of Eve (New Sensations Erotic Stories)
  - 2013[12] : Nouvelle starlette (New Starlet)
- XBIZ Awards :
  - 2014[13] : Meilleure actrice dans un film scénarisé (Best Actress - Feature Movie) pour The Temptation of Eve
  - 2013[14] : Best Actress (Couples-Themed Release) pour Torn